# Szilvanit
A szilvanit (írásércnek is nevezik. arany-ezüst tellurid)  arany, ezüst és tellur tartalmú monoklin kristályrendszerű, ritkán előforduló ásvány, mely a fémgazdag vegyületek nemesfémtelluroidok ásványcsoportjának tagja. Közel áll a terméselemek csoportjához. Az ásvány apró táblás vagy prizmás kristályai gyakran ikresen találhatók, ami az általában világosabb alapkőzeten írásra emlékeztetnek.
Nevét Erdély latin nevéből, Transsilvania-ból kapta.

## Kémiai és fizikai tulajdonságai
- Képlete:AuAgTe4..
- Szimmetriája: a monoklin kristályrendszerben kevés szimmetriát mutat.
- Sűrűsége: 8,1-8,2 g/cm³, súlyos ásvány.
- Keménysége: 1,5-2,0  igen lágy ásvány (a Mohs-féle keménységi skála szerint).
- Hasadása: kitűnő a lapok mentén, de lemezei törékenyek.
- Színe: krémfehér, ezüstfehér vagy enyhén aranysárgás.
- Fénye: fémes fényű a lángot zöldre festi.
- Átlátszósága: opak.
- Pora:  fényesen szürke.
- Elméleti arany tartalma:  24,2%.
- Elméleti ezüst tartalma:  13,2%.
- Elméleti tellúr tartalma:  62,6%.

## Keletkezése
Hidrotermás eredetű, gyakran kötődik különböző érctelepekhez. Hidrotermális képződése során gyakran egyéb arany, ezüst és teluroidok társaságában található.
Hasonló ásvány: a terméstellúr, pirit. tetraedrit, fluorit és a szfalerit.

## Előfordulásai.
Erdélyben Nagyág (Sacarimb) és Aranyosbánya (Bain de Aries) bányáiban található.  Az Egyesült Államokban Colorado és Kalifornia szövetségi államok területén. Nyugat-Ausztráliában Kalgoorlie érctelepeiben. Az Indonéziához tartozó Szumátra szigeteken és Jáván.

## Előfordulásai Magyarországon
Hazánkban egyedülállóan Nagybörzsöny bányáiban egy vékony érccsíkban nagyágit és szfalerit társaságában találták meg.

## Kísérő ásványok
Szfalerit, nagyágit,